# Code civil (France)
Pour les articles homonymes, voir CC , et, pour l'internationalisation, voir Code civil .
Lire en ligne

Texte sur Légifrance

Droit coutumier (Coutume de Paris, etc.)
Le Code civil des Français, appelé usuellement « Code civil » (souvent abrégé en « C.civ. », « C. Civ. » ou « CC »), « Code Napoléon » ou encore « Code napoléonien », est un code juridique qui regroupe les lois relatives au droit civil français, c’est-à-dire l'ensemble des règles qui déterminent le statut des personnes (livre Ier), celui des biens (livre II) et celui des relations entre les personnes privées (livres III et IV).
Promulgué le 21 mars 1804 (30 ventôse an XII) par Napoléon Bonaparte, il reprend une partie des articles de la coutume de Paris et du droit écrit du Sud de la France. Il a été modifié et augmenté à de nombreuses reprises à partir de la IIIe République, mais beaucoup des articles primitifs des titres II et III subsistent (plus de 1 120 au début des années 2000 sur les 2 281 articles d'origine).
Le Code civil français constitue le statut civil applicable devant les juridictions françaises (excepté dans certains cas : ainsi, il n'est pas applicable en Nouvelle-Calédonie et Wallis-et-Futuna pour les personnes qui, en vertu de l'article 75 de la Constitution de 1958, n'ont pas opté pour le statut de droit commun et qui possèdent le statut civil coutumier ; par ailleurs, ainsi que le prévoit expressément l'article 3 du code civil, les règles qu'il pose ne réclament pas d'être appliquées aux immeubles sis à l'étranger, ni, en principe, au statut personnel des étrangers).
Ce texte a été beaucoup modifié depuis la IIIe République mais reste, aujourd'hui encore, le fondement du droit civil français et, plus largement, de tout le droit français. Le doyen Jean Carbonnier disait ainsi (non sans emphase) du Code civil qu'il est « la constitution civile des Français ».
Son domaine est en tout cas extrêmement large :
- le droit des personnes (le nom, le statut de la personne, la personnalité juridique, les capacités, c'est-à-dire les conditions permettant de passer des actes, d'être propriétaire de biens, etc.) ;
- le droit de la famille (filiation, mariage (civil), pacs, divorce), le droit patrimonial de la famille (régimes matrimoniaux, libéralités, successions) ;
- le droit des biens (quels types de biens, meubles ou immeubles, la propriété, la possession) ;
- le droit des obligations et des contrats ;
- ainsi que dans le livre I des principes généraux du droit, comme :
  - la nullité des lois non publiées (art. 1),
  - la question de la non rétroactivité des lois et leur caractère général (art. 2),
  - le caractère obligatoire (ou non) pour les Français et pour les étrangers, qu'il s'agisse de leur personne, de leurs biens ou de leurs actes, des lois ordinaires et des règlements de sûretés et de police (art. 3),
  - l'obligation pour le juge de se prononcer sur toutes les causes qui lui sont soumises (art. 4),
  - l'interdiction pour le juge de donner un caractère général et réglementaire à ses décisions (art. 5),
  - la nullité des contrats dont l'objet est contraire aux bonnes mœurs ou à l'ordre public (art. 6) ;
- ainsi que le principe de la prescription trentenaire des droits et des actions et ses dérogations.

Le Code civil des Français a inspiré le système juridique de nombreux pays, soit sous forme d'adoption directe, soit sous la forme d'une influence assez forte.

## Élaboration du code

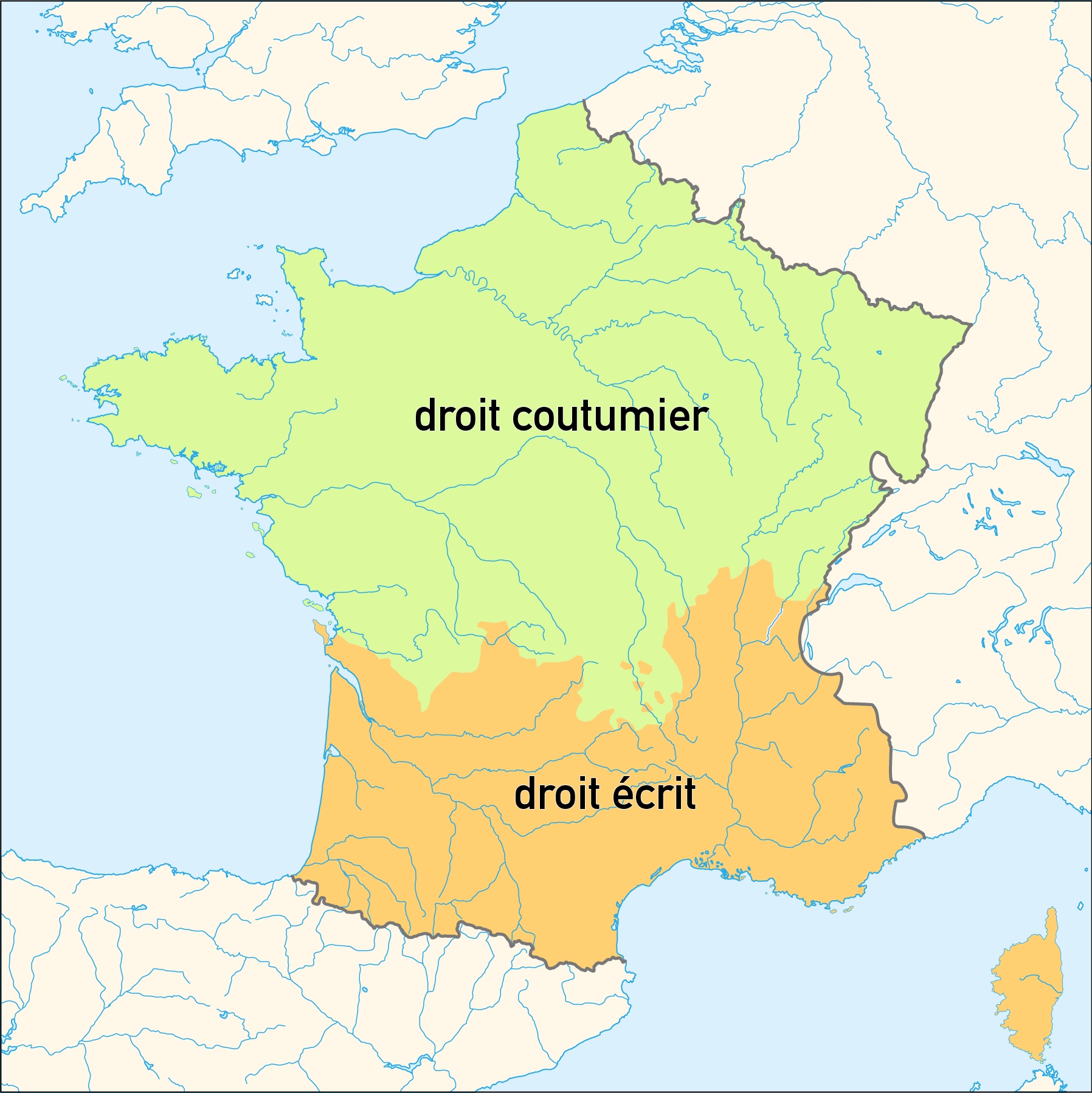
Systèmes juridiques en France sous l'Ancien Régime : pays de droit coutumier et pays de droit écrit.

### Genèse (de 1793 à 1800)
L'œuvre majeure de Barthélemy de Chasseneuz, intitulée Commentaria de consuetudinibus ducatus Burgundiae et publiée en 1517, a été largement utilisée et a servi de base pour la rédaction du droit coutumier français et du Code civil.
Une politique d'unification du droit avait déjà été tentée depuis longtemps dans la société d'Ancien Régime, mais comme les rois de France ne possédaient pas le pouvoir de changer les lois civiles, ce travail se faisait lentement par l'unification de la jurisprudence et des travaux de doctrine publiés par des jurisconsultes. Une initiative importante avait été faite par Louis XIV avec l'édit de Saint-Germain-en-Laye d'avril 1679 qui rend obligatoire un enseignement du « droit français » dans les facultés de droit et crée des professeurs de « droit français » dans les universités. C'est avec la publication des Lois civiles dans leur ordre naturel (1689), par Jean Domat, qu'apparaît la première œuvre de synthèse du droit civil français ; elle rend possible le processus de fusion des multiples coutumes locales (et du droit romain) en un droit uniforme, autour de la Coutume de Paris. Elle est suivie par de nombreux autres ouvrages de doctrine tout aussi remarquables, depuis Le Droit commun de la France et la Coutume de Paris réduite en principes (1747) de François Bourjon, jusqu'aux recueils de Robert-Joseph Pothier. Des ordonnances qui simplifient et précisent les formes que doivent prendre les donations, puis les testaments, sont rédigées par le chancelier d'Aguesseau et prises en 1731 et 1745 par Louis XV.
Le philosophe Montesquieu, qui défendait l'importance des corps intermédiaires, était hostile à une uniformisation du droit : « Le mal de changer est-il toujours moins grand que le mal de souffrir ? (…) Lorsque les citoyens suivent les lois, qu'importe qu'ils suivent la même ? »
Pendant la Révolution française, l'idée d'un code civil manifestant l'unification du droit est présente dans l'esprit des députés. Le principe de la rédaction d'un code civil est énoncé, malgré les objections de certains députés, dans la loi des 16 et 24 août 1790 sur l'organisation judiciaire, puis rappelé à la fin de la Constitution de 1791.
En 1793, 1794 et 1796, Jean-Jacques-Régis de Cambacérès présenta successivement trois projets de Code civil qui échouèrent devant les assemblées révolutionnaires :
- le 25 juin 1793, la Convention décréta que le comité de législation lui présenterait un projet de Code civil un mois plus tard. Après travaux auxquels participèrent certains membres du comité de législation dont Berlier, la discussion, engagée par un rapport de Cambacérès le 9 août[3], conduisit à l'adoption de plusieurs titres des livres Ier, II et III[4]. Toutefois, elle fut abandonnée en novembre, sans doute sous l'influence du Comité de salut public[5], le projet étant renvoyé à une commission de six « philosophes » chargés de « purger » le code des préjugés des hommes de loi[6] ;
- puis, conformément au décret du 27 germinal an II (16 avril 1794), la Convention élit le 3 floréal (22 avril 1794) une commission parlementaire composée de Cambacérès, Couthon, Berlier et Merlin de Douai (Cambacérès, Berlier et Merlin appartenant au comité de législation) et « chargée de rédiger en un code succinct et complet les lois qui ont été rendues jusqu'à ce jour, en supprimant celles qui sont devenues confuses »[7]. Le 23 fructidor an II (9 septembre 1794), Cambacérès présenta un rapport sur le second projet de code, composé de 297 articles, qui conservait les grandes lignes du précédent projet, au nom du comité de législation. En frimaire an III (décembre 1794), la Convention adopta les dix premiers articles, puis la discussion s'enlisa sur le droit des enfants naturels. Au bout du compte, en fructidor an III (septembre 1795), l'examen du code, jugé trop court, fut renvoyé devant une commission chargée de « réviser et coordonner » les articles adoptés durant les diverses discussions, enterrant le second projet[8] ;
- enfin, à la fin de 1795, une commission de classification des lois, présidée par Cambacérès, fut élue ; Jean-Étienne-Marie Portalis en était membre. En messidor an IV (juillet 1796), un troisième projet, plus complet, avec 1 104 articles, fut présenté au nom de la commission de classification des lois composée de Berlier, Guillemot, Oudot, Duhot, et Parisot[9]. Après une intervention de Cambacérès à la tribune le 26 août 1796, un ordre de discussion fut adopté en l'an V et quelques articles adoptés, avant l'ajournement du débat en ventôse (mars 1797)[10].

Un quatrième projet fut présenté par Jacqueminot le 21 décembre 1799 avec la collaboration de Tronchet, Berlier, Crassous, Vermeil, Favard, Grenier, Hus, Porriquet, Cournol et Tardy mais ce texte, de qualité médiocre, ne fut même pas discuté.
Il existe un cinquième projet, totalement oublié jusqu'à récemment, rédigé par Target en 1799.
En fait, le Code civil uniforme était déjà presque entièrement rédigé à l'arrivée de Bonaparte au pouvoir (coup d'État du 18 Brumaire), mais les turbulences révolutionnaires n'avaient pas permis de valider le texte rédigé par Cambacérès.
Le régime du Consulat ayant enfin apporté à partir de 1799-1800 une certaine stabilité politique, le contexte était propice à la mise en forme effective de la codification du droit civil :
- Bonaparte possédait la volonté d'un chef d'État, volonté d'unification politique et de puissance de l'État qui implique l'unification du droit ;
- la Révolution avait « contribué » au renouvellement des idées ;
- la nécessité de concrétiser le règne de la Loi semblait un impératif ;
- sur le fond, après dix années de Révolution, les Français aspiraient à la paix sociale et à la stabilité ;
- Bonaparte désirait en outre garantir un minimum de libertés civiles au citoyen.

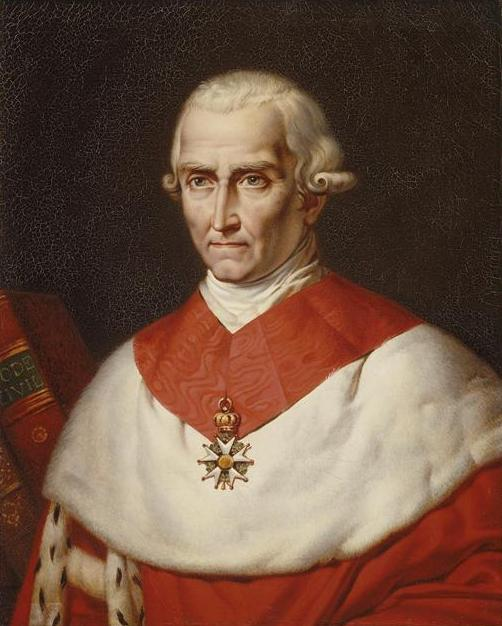
Jacques, marquis de Maleville (1741-1824), président du tribunal de cassation, Auguste Gaspard, baron Boucher-Desnoyers (1779-1857), huile sur toile (1ère moitié du XIXe siècle), musée de l'Histoire de France (Versailles).
On peut voir derrière le magistrat un volume du Code Napoléon.

### Rédacteurs
Le 14 août 1800, le Premier consul désigne une commission de quatre juristes : François Denis Tronchet, Félix Julien Jean Bigot de Préameneu, Jean-Étienne-Marie Portalis et Jacques de Maleville, pour rédiger un projet de « Code civil des Français », sous la direction de Cambacérès.
Ces derniers sont choisis, entre autres, car chacun reflète une partie du droit positif :
- Bigot de Préameneu est un spécialiste de la Coutume de Bretagne (une coutume plutôt rurale) ;
- Tronchet, président de la commission, est un spécialiste de la Coutume de Paris (cette coutume est alors la plus complète, elle supplée les manques des autres coutumes) ;
- Maleville, secrétaire général, est originaire du Périgord, pays de droit écrit influencé par le droit romain (dont il est l'un des grands défenseurs) ;
- Portalis, enfin, du Sud-Est (Aix), pays de droit écrit, connaît parfaitement le droit romain.

Les quatre rédacteurs représentent ainsi la diversité juridique en France : deux sont de pays de droit écrit (Portalis et Maleville), et les deux autres de pays de droit coutumier (Bigot de Préameneu et Tronchet). 
Outre ces quatre rédacteurs originels, nombreux sont ceux qui participent de près ou de loin à la rédaction.
Selon une acceptation très étroite, les rédacteurs du code civil sont les quatre membres désignés par Bonaparte.
Selon Jean Carbonier et l'historien du droit Arnaud, les rédacteurs du code civil, outre les quatre membres désignés par Bonaparte, sont les conseillers d'État qui participent aux débats au sein de la commission de législation du Conseil d'État, à savoir Cambacérès, Boulay de la Meurthe, Treilhard, Réal, Emmery et Berlier, puis un peu plus tard Thibaudeau, auxquels s'ajoutent, dans une moindre mesure, Muraire et Merlin de Douai, nommés en leur qualité de président et juge à la Cour de Cassation, et Bonaparte lui-même.
Selon une conception élargie, il faut rajouter à ces deux premiers groupes les orateurs du Tribunat, Siméon, Favard, Gillet, et Faure.
Enfin, selon une interprétation très élargie, il convient d'intégrer aussi tous les magistrats des cours d'appel qui ont répondu à la demande de commentaires du projet, ainsi qu'à tous les membres du Conseil d'État lors des assemblées plénières, soit au total près d'une centaine de personnes.
En outre, Jean Guillaume Locré, nommé secrétaire général du Conseil d'État le 24 décembre 1799 (et qui garde ce poste sous le Consulat, l’Empire et les Cent-Jours), est le rédacteur des procès-verbaux des séances.

### Rédaction
Le Conseil d'État joue un rôle primordial dans la rédaction du Code civil. C'est en son sein que les débats et discussions ont lieu. 
Alors que les débats devant le Conseil d'État ne font l'objet que de procès-verbaux succincts (seuls les faits et les résultats sont produits dans les procès verbaux, à l'exclusion des discussions), les discussions relatives aux codes reproduisent les débats et interventions individuelles. Seuls cependant les débats du Code civil ont été publiés en cinq volumes (Napoléon fit écarter les procès verbaux de 21 séances relatives au divorce et à l'adoption).
Dans ces débats, Locré a donné un ton uniforme, faisant disparaitre toute originalité de style de chaque orateur, même dans les interventions de Napoléon. La reproduction des propos est considérée comme fiable, notamment du fait que chaque conseiller d'État pouvait relire et demander rectification de ses propos avant publication, même si on ignore si des modifications furent demandées. 
D'autres personnes ont pris des notes pendant les discussions sur les codes, à commencer par Thibaudeau et Maleville.

### Plan

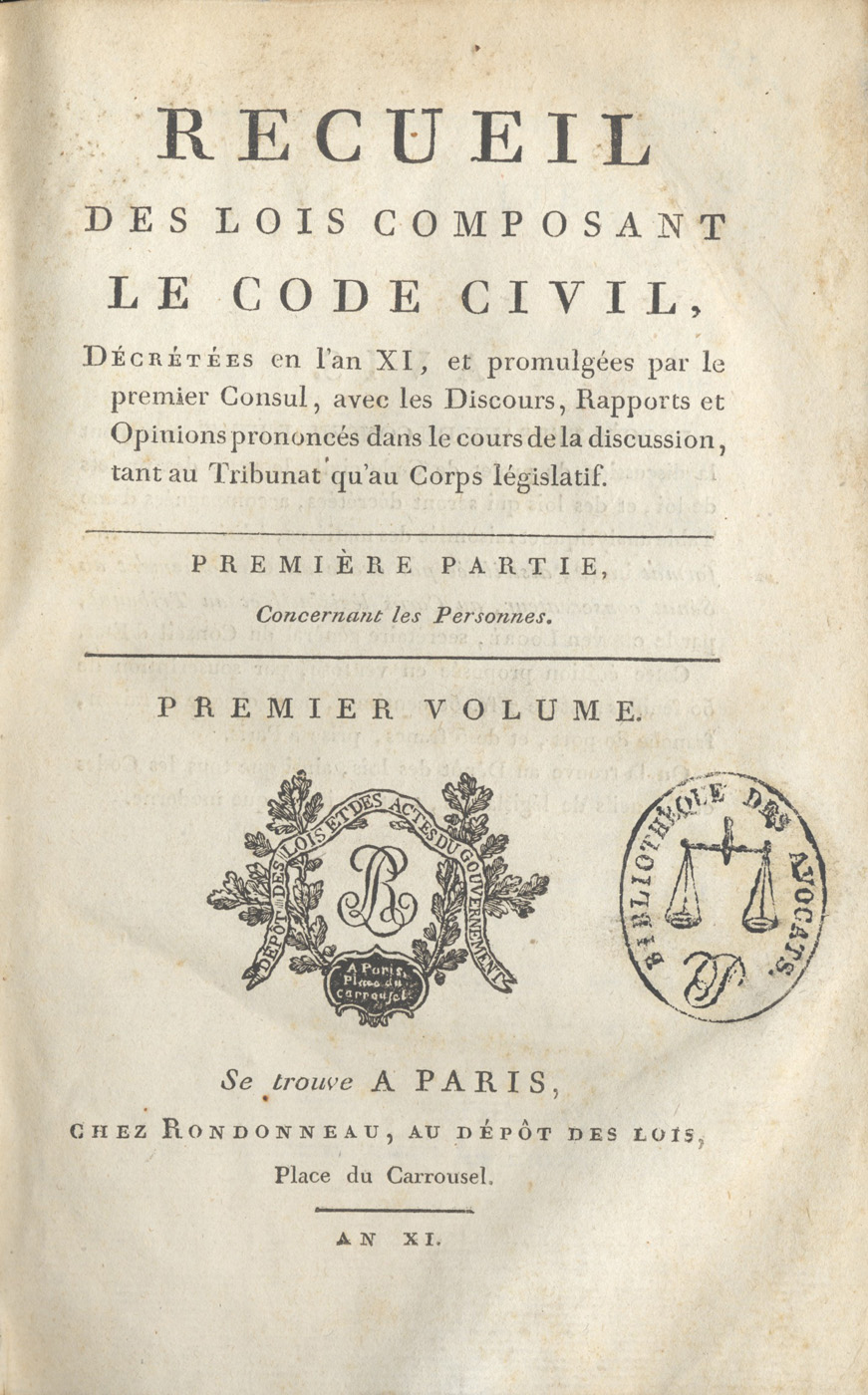
Publication d'avant la numérotation des articles, avec pour chaque séance les discours des orateurs du gouvernement et les réponses.

Le Code reprend de nombreuses dispositions du Code de Justinien (Institutes, Digeste) à travers l'influence de Pothier. Il reprend aussi de nombreuses dispositions de la Coutume de Paris, en particulier pour les servitudes. Son plan, qui a été adopté sans être discuté, est proche de celui des Institutes, mais c'est une disposition classique dans l'enseignement et depuis la parution de la grande synthèse du droit civil de Domat.
Le plan des Institutes comprend trois parties :
- les personnes ;
- les choses ;
- les actions.

Le plan du Code civil se sépare à l'origine en quatre livres :
- des personnes ;
- des biens et des différentes modifications de la propriété ;
- des différentes manières dont on acquiert la propriété ;
- un livre sur la procédure (retiré ultérieurement quand un code l'a régi).

Le philosophe du droit et romaniste Michel Villey a mis en évidence un processus de subjectivisation du droit. Alors que le droit romain décrivait les choses, on considère à partir du XVIe siècle que c'est la personne qui est le sujet de l'action sur la chose et qu'il faut donc décrire ses moyens.
Le Code civil consacre la disparition de la famille clan ou souche, avec un chef, un patrimoine et un renom collectifs, qui devait assistance et protection, voire vengeance, dot et établissement à ses membres : le mariage est permis à tous, le partage égal est de rigueur, tandis que sont interdits les pactes sur succession future, ainsi que les actions des enfants contre leurs père et mère pour cause d'établissement. La famille perd sa personnalité juridique de mainmorte, l'indivision familiale est pénalisée par un régime d'instabilité, et sa division entre tous les enfants est rendue obligatoire à chaque génération.
Le Code civil s'intéresse particulièrement à la propriété, dont la théorie est entièrement renouvelée à partir du droit romain, et aux contrats inter-individuels qui correspondent bien à la philosophie libérale des notables (bourgeoisie urbaine, mais aussi, plus généralement, l'ensemble des propriétaires terriens). L'engagement des personnes, qui regroupe les salariés, les fermiers, et les fournisseurs, est traité comme celui des choses dans la catégorie du louage et laissé à la libre volonté des parties contractantes. Le Code civil conserve des conventions non contractuelles, avec les quasi-contrats, et des engagements sans conventions avec les quasi-délits dont il reprend la théorie chez Domat.

### Procédure de validation
La commission est composée des rédacteurs, qui établissent un projet, soumis pour avis aux Tribunaux (tribunal de cassation et tribunaux d'appel) ; les cours établissent leurs commentaires par écrit. Le projet (accompagné des observations des magistrats) est ensuite examiné par le Conseil d'État en présence du Premier consul.
La Constitution de l'an VIII attribue l'initiative législative exclusivement au gouvernement, à l'intérieur duquel le Premier consul s'impose. Bonaparte contrôle donc la procédure.
Le projet est subdivisé en un Livre préliminaire, et en trois autres livres, composant en tout 36 titres.
Chacun des 36 titres fait l'objet d'un projet de loi, avec la procédure suivante :
1. Discussion du projet de loi ;
2. Première rédaction du projet de loi ;
3. Discussion de la première rédaction, suivie d'une deuxième rédaction ;
4. Éventuellement, autres discussions de la deuxième rédaction, et ainsi de suite jusqu'à une rédaction définitive.

Chaque projet de loi définitif est communiqué au Tribunat qui le discute, puis présenté au Corps législatif, qualifié d'assemblée muette, car chargé de voter sans avoir le droit de discuter les textes : les assemblées n'ont eu finalement que peu de poids dans une procédure législative aux mains du chef de l'État. 

### Déroulement
Le projet est d'abord soumis aux tribunaux d'appel et de cassation afin qu'ils fassent part de leurs observations.
Le Conseil d'État examine le projet et se serait réuni 102 fois à cette fin, selon Locré, rédacteur des procès-verbaux (il n'y a que 84 procès-verbaux dans les cinq volumes de Locré). La procédure a duré presque trois ans, du 17 juillet 1801 au 19 mars 1804. 
Présenté à l'Assemblée, le Tribunat s'oppose car dominé par les Républicains mais cette opposition est en fait dirigée contre la volonté politique. Le projet est retiré et Napoléon épure le Tribunat en manœuvrant : il envoie les récalcitrants devant leurs électeurs, Benjamin Constant le premier.
Le Code civil est alors voté sans difficulté, sous la forme de 36 projets de loi, entre 1803 et 1804. Il est promulgué par Bonaparte le 21 mars 1804 (30 ventôse an XII).
Dans le même mouvement, les autres codes civils et criminels sont promulgués :
- code de procédure civile en 1806 ;
- code de commerce en 1807, révision d'un code déjà élaboré sous Louis XIV ;
- titre III du code pénal de 1810, remplaçant le code pénal de 1791 ;
- titres I et II du code d'instruction criminelle de 1808, remplaçant le Code des délits et des peines de 1795, et devenu le code de procédure pénale en 1959.

Comme Napoléon Bonaparte participa à plusieurs séances de travail et le promulgua, ce code est aussi connu sous le nom de Code Napoléon. Dans plusieurs pays d'Europe, cette appellation rappelle surtout qu'il y fut « importé » lors des guerres napoléoniennes.

### Objectifs
Le Code Napoléon vise à unifier le droit en conciliant Révolution et Ancien Régime. Cette volonté se traduit dans plusieurs objectifs :
1. Que la loi soit écrite et qu'elle soit claire, afin que chacun connaisse son droit ;
2. Que la laïcité soit promue. Conformément à la loi de 1792, l'état civil est tenu par les communes et non plus par les paroisses. Le mariage relève de la loi civile tandis que le divorce est maintenu, bien qu'il soit très limité par rapport à la loi de 1792 ;
3. Que la propriété immobilière devienne individuelle (toutes les communautés institutionnelles de voisinage, de métiers ou autres ont été dissoutes, leurs biens ont été liquidés) ;
4. Que l'engagement du personnel, appelé « louage d'ouvrage et d'industrie » (englobant les contrats d'entreprise, de travail et de mandat), devienne absolument libre (les corporations et les syndicats d'ouvriers sont interdits), et que la liberté du travail soit totale.

En unifiant les pratiques issues de l'Ancien Régime et en les modernisant suivant les principes des Lumières, le Code civil fonde les bases du droit moderne, tant en France que dans de nombreux autres pays conquis lors des guerres napoléoniennes et dès lors rentrés dans la tradition romano-civiliste (par opposition aux pays de common law).
Il faudra un siècle pour que son individualisme s'efface et que les associations et syndicats puissent se constituer librement (loi Waldeck-Rousseau de 1884 et loi sur les associations de 1901). Émergeront alors les conventions collectives, un droit foncier pour le voisinage (copropriétés) et l'aménagement (droit rural et droit de l'urbanisme).
Un des sujets les plus discutés lors des votes fut celui de la lésion. L'idée d'un juste prix défendue par l'Église interdisait que soit vendu un bien à un prix « injuste ». Concrètement, une partie à un contrat de vente pouvait faire annuler le contrat en soutenant qu'il avait payé trop cher. Sous l'influence des idées libérales, il fut finalement décidé de cantonner la rescision pour lésion à la vente d'immeuble ou aux contrats conclus par certaines parties faibles.
Dans son Discours préliminaire, Portalis qualifie le travail des quatre auteurs de « transaction entre le droit écrit et les coutumes ». Ils estiment la Révolution finie et l'heure à la réconciliation.

## Postérité

### XIXesiècle, période de l'exégèse

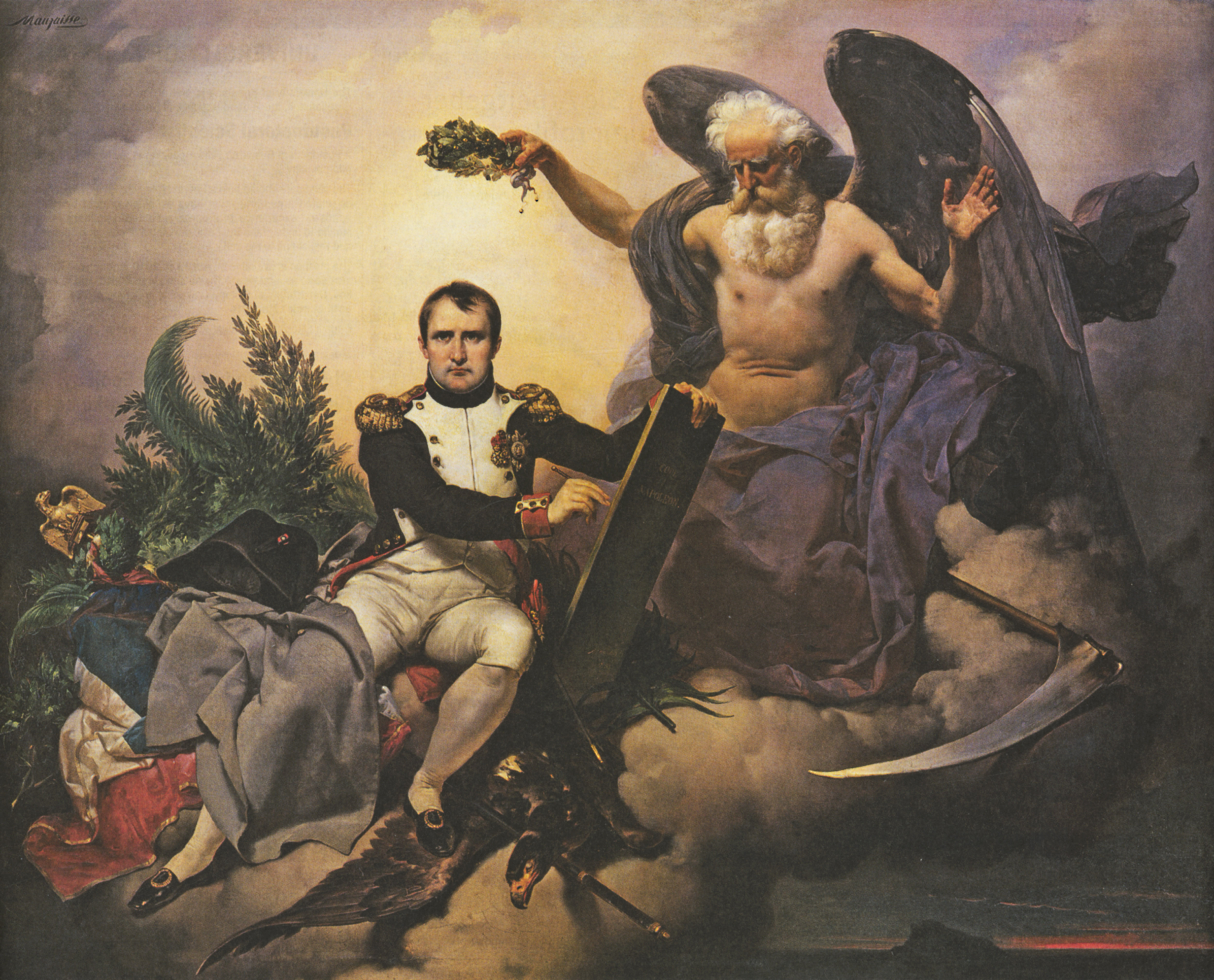
Napoléon Ier couronné par le Temps, écrit le Code Civil. Tableau réalisé par Jean-Baptiste Mauzaisse en 1833, dans un contexte de réhabilitation officielle de Napoléon.

Dans un premier temps, la doctrine est très respectueuse du Code civil, Napoléon ayant pris soin d'octroyer un monopole de l'enseignement du « droit français » à l'Université impériale. Les commentateurs majeurs de la période dite de l'exégèse sont : Jean Guillaume Locré et Merlin de Douai.
On trouve aussi parmi les commentateurs: Claude-Étienne Delvincourt, Charles Bonaventure Marie Toullier, Jean-Baptiste-Victor Proudhon, Pierre-Antoine Fenet, Alexandre Duranton, Antoine Marie Demante, Raymond-Théodore Troplong, Jean-Baptiste-César Coin-Delisle, Jean-Baptiste Duvergier, Charles Demolombe, François-Philippe Mottet. Aubry et Rau se distinguent par leur influence allemande.
Bien que prévu pour être gravé dans le marbre, les principes du Code civil étaient centrés autour de la personne du citoyen-propriétaire, du bourgeois, la propriété privée, et notamment le foncier (le fonds rural, et, en moindre partie, les biens immeubles) en fournissaient le socle. La révolution industrielle met cependant cela à mal, avec le développement des valeurs mobilières (société anonyme, etc.). Dès les années 1830, Pellegrino Rossi déplore, dans un discours à l'Académie des sciences morales, l'inadaptation du Code civil à ces nouvelles exigences.
Pendant le Second Empire, le Code, qui était redevenu « Code civil » sous Charles X, est rebaptisé « Code Napoléon ».

### Aura internationale
Le Code a inspiré le système juridique et en particulier le droit civil de nombreux pays, d'où les pays dits de droit « napoléonien » ou romaniste, sous-groupe de la tradition romano-civiliste.
De nombreux pays dans le monde se sont inspirés — de gré ou de force — de la branche napoléonienne du droit civiliste formalisée par le Code civil français, dont la base est majoritairement le ius commune. Le droit civiliste est même le système juridique le plus répandu dans le monde devant la common law. En outre, son influence a permis à l'idée de codification de se propager.
Plusieurs pays et territoires ont repris directement le Code napoléonien dans son plan et, mutatis mutandis, son contenu. Ailleurs, il s'agit plus d'une inspiration.

#### Inspiration
Le Code du royaume des Deux-Siciles de 1819 s'en inspira, mais également le Code néerlandais de 1837, le Code neuchâtelois de 1855, le Code roumain de 1864, le Code italien de 1865 ou encore les codes portugais (1867) et espagnol (1889). L'État de Louisiane utilisa le Code Napoléon comme source de base de son propre code, le Digeste de la loi civile de 1808, de même que le Code civil haïtien de 1826 et le Code civil du Bas-Canada de 1866. Au XIXe siècle, tous les pays d'Amérique latine s'inspirèrent du Code Napoléon dans leurs codifications civiles, en particulier à travers l'œuvre d'Andrés Bello, auteur du Code civil du Chili (1855). L'utilisation du Code civil dans certains États allemands (Province de Rhénanie, Alsace-Lorraine) contribue ainsi à des influences sur le BGB (Code civil allemand).

### Aspects polémiques du Code
La grande aura internationale du Code Napoléon s'est accompagnée à partir du milieu du XXe siècle de fortes critiques sur certains de ses aspects. Oublieux du sort des esclaves et des hommes libres de couleur, alors régis par le Code Noir, consacrant pour les femmes mariées le statut de mineur vers lequel elles s'étaient acheminées sous l'Ancien Régime, faisant la part belle au droit de propriété,, il institue l'autorité absolue du père et du propriétaire en s'opposant par avance à l'esprit d'association. Pour ces raisons, il a été qualifié de « législation bourgeoise et masculine », ou de « condensé de l'idéologie bourgeoise ».

## Le Code civil aujourd’hui
La « période de l'exégèse » voit un code civil rester globalement stable, avec 130 articles modifiés seulement (sur plus de 2 200) entre 1804 et la consolidation de la Troisième République en 1880. Le principal changement intervient avec la loi Bonald (1816) supprimant le divorce. Les changements, plus nombreux, touchent 250 articles entre 1880 et la Première Guerre mondiale, dont le rétablissement du divorce, uniquement pour faute, en 1884.
En 1945, le code demeure encore très proche de l'originel, mais il va connaître des modifications plus nombreuses depuis cette date.

### Ce qui a changé
Outre la présence ou non de certaines dispositions dans le code et l'ajout récent de deux autres livres, les articles relatifs aux contrats et à la famille sont ceux qui ont le plus changé.

#### Changements structurels
Le droit de la nationalité, retiré du code civil en 1927, y est réintégré en 1993.
Au titre préliminaire et aux trois livres originels, l'ordonnance no 2002-1476 vient ajouter un livre IV consacré aux spécificités du droit français à Mayotte. Ce même livre est à son tour déplacé comme livre V en 2006 à la création d'un nouveau livre IV relatif au droit des sûretés.

#### Famille
En 1804, pour le Code civil, la famille avait un chef qui était le mari, et la femme en cas d'incapacité ou de décès. Il avait, en principe, les pouvoirs de direction de la famille. Lors de son mariage, la femme était considérée comme « mineure » soumise à la puissance maritale et sa capacité juridique était restreinte, mais pas pour ses propres affaires si elle était mariée sous le régime de la séparation de biens et qu'elle était commerçante. Par ailleurs, les enfants adultérins non reconnus n'avaient aucun droit.
À partir de 1964, d'importants pans du droit civil sont réécrits, notamment dans le champ du droit des personnes et des familles : réforme de la minorité, de la tutelle et de l'émancipation (1964), loi du 13 juillet 1965 portant réforme des régimes matrimoniaux, régime des incapables majeurs (1968), de la filiation (1972), de l'indivision (1976), des absents (1977).
En 1970, la fonction de chef de famille a été supprimée, aucun époux n'ayant de voix prépondérante pour les décisions relatives à la famille ; la « puissance paternelle » a été remplacée par l'« autorité parentale ». L'égalité des droits des enfants nés hors du mariage avec ceux nés d'un couple marié a été proclamée par la loi no 72-3 du 3 janvier 1972. En 1975, la loi sur le consentement mutuel rend le divorce plus facile et moins conflictuel.
L'insertion en 1999 d'un titre sur le pacte civil de solidarité (PACS) et le concubinage, est l'une des retouches les plus visibles des dernières années. En 2013, l'article 143, donne accès au mariage aux personnes de même sexe.
Certains articles du Code civil, souvent peu utilisés, réapparaissent à l'occasion de certaines affaires. Tel est le cas, par exemple, des dispositions de l'article 180 du Code civil permettant la demande en nullité du mariage (voir : Affaire de l'annulation d'un mariage pour erreur sur la virginité de l'épouse).

#### Contrats
L'article 1781, consacrant la parole de l'employeur (« le maître ») contre celle du salarié (« domestique », « ouvrier ») en cas de contestation sur la quotité des gages, sur le paiement du salaire et sur les acomptes, a été abrogé par une loi du 2 août 1868.
Les libertés contractuelles ont également changé. Si le Code civil considère chaque partie comme étant égale, le salarié et le consommateur (généralement considérés comme la partie la plus « faible » du contrat : n'ayant concrètement que le droit de refuser ou d'accepter un contrat rédigé par son cocontractant) bénéficient désormais de régimes juridiques spéciaux, régis notamment par le Code du travail et le Code de la consommation respectivement.
Le titre IX du livre III, qui fixe le droit commun des sociétés, a été entièrement réécrit par la loi du 4 janvier 1978.

#### Autres domaines
La propriété immobilière est devenue beaucoup plus encadrée par des règles d'urbanisme, des droits de préemption et des statuts suivant sa destination comme pour les exploitations agricoles.

### Ce qui a été conservé
Certaines parties du Code civil ont été peu modifiées, surtout le Livre un sur les principes généraux. Les règles de théorie générale des contrats, des contrats spéciaux, les principes gouvernant l'usucapion et le régime de la propriété sont demeurés presque intacts. Les articles sur les servitudes, les clôtures, les vues, qui étaient déjà repris mot-à-mot de la Coutume de Paris, sont quasiment restés inchangés depuis sa première rédaction au XVe siècle.
L'économie générale du droit des sûretés, l’organisation du système de publicité foncière, le statut du conservateur des hypothèques et sa responsabilité personnelle demeureront sans changement notable. Toutefois le Code civil revenait sur certaines dispositions de la loi du 11 brumaire an VII et n'imposait que la transcription obligatoire des donations et l’inscription d’une partie des privilèges et des hypothèques.
Au motif que le secret des fortunes est un élément de la liberté individuelle, les rédacteurs n’avaient retenu que la transcription des actes translatifs à titre onéreux aux fins de purge (et non la transcription de toutes les transmissions à titre onéreux) ; de nombreuses sûretés restaient générales (portant sur l’ensemble du patrimoine d’un individu, et non sur un bien spécifié) et occultes (non connues des tiers). C'est la loi du 23 mars 1855 qui rétablira la publication des actes et jugements translatifs ou constitutifs de droits réels immobiliers.
Le projet de loi ouvrant le mariage aux couples de personnes de même sexe (« mariage pour tous ») dans son étude d'impact estime nécessaire la modification de certains articles contenant les mots « père » et « mère » dans le code civil. Cependant, cette modification n'a pas eu lieu malgré l'adoption du mariage homosexuel.

### Articles célèbres
Article 2 : « La loi ne dispose que pour l'avenir ; elle n'a point d'effet rétroactif ».
Article 3 : « Les lois de police et de sûreté obligent tous ceux qui habitent sur le territoire. Les immeubles, même ceux possédés par des étrangers, sont régis par la loi française. Les lois concernant l'état et la capacité des personnes régissent les Français, même résidant en pays étrangers. »
Article 9 (ajouté en 1970) : « Chacun a droit au respect de sa vie privée ». Par ailleurs, le Conseil constitutionnel considère que ce droit découle de la liberté proclamée par l'article 2 de la Déclaration des droits de l'homme et du citoyen de 1789. Il a donc valeur constitutionnelle.

#### Droit de propriété
« La propriété est le droit de jouir et de disposer des choses de la manière la plus absolue, pourvu qu'on n'en fasse pas un usage prohibé par les lois ou par les règlements »
— Article 544
Le droit de propriété est un principe énoncé comme « inviolable et sacré » par la Déclaration des droits de l'homme de 1789. Il est « absolu » (le propriétaire use de la chose comme il l'entend), sous réserve des interventions du législateur ; l'art. 545, en particulier, précise que la propriété privée devait céder devant l'« utilité publique », prévoyant l'expropriation et son indemnisation. Il est exclusif, malgré l'émergence de la copropriété. Il est perpétuel, mis à part en cas d'abandon ou de perte. Le droit de propriété sur les immeubles ne s'éteint jamais, la commune sur le territoire de laquelle l'immeuble est situé devenant propriétaire des immeubles abandonnés. Enfin, le droit de propriété ne se perd pas par le non-usage (pas de prescription extinctive).
Outre la propriété privée, les art. 537 à 541 prévoyaient l'existence d'un domaine public constitué de choses n'appartenant à personne (« res communis »). Les mines (art. 552), les forêts (art. 636), la chasse et la pêche (art. 715) étaient également protégées par certaines dispositions limitant la propriété privée. Des servitudes, notamment de passage, étaient préservées, et la propriété sur les cours d'eau limités par les services fonciers afin de permettre l'irrigation ou la disposition d'eau potable pour une agglomération.

#### Liberté contractuelle
« Les contrats légalement formés tiennent lieu de loi à ceux qui les ont faits. »
— Article 1103 du Code civil
Le principe est donc la liberté contractuelle, tant en ce qui concerne le contenu du contrat que la personne du cocontractant. À l'origine, il n'était pas question d'autonomie de la volonté, l'art. 1 134 précisant qu'il fallait qu'elles soient « légalement formées » pour avoir force de loi, l'art. 1 135 rappelant le rôle de la loi dans la détermination du contenu des conventions.
La limite la plus célèbre résulte de l'article 6, rappelée à l'art. 1 133 :
« On ne peut déroger, par des conventions particulières, aux dispositions qui intéressent l'ordre public et les bonnes mœurs »
— Article 6

#### Responsabilité extra-contractuelle
« Tout fait quelconque de l'homme, qui cause à autrui un dommage, oblige celui par la faute duquel il est arrivé, à le réparer. »
— Article 1240
Le principe selon lequel toute faute génératrice d'un dommage entraîne la responsabilité de celui qui en est l'auteur avait été formulé et développé par Jean Domat. Avec le code civil, ce principe entre dans le droit positif et l'obligation de réparer n'est plus seulement causée par une faute délictuelle ou contractuelle : il suffit de prouver l'existence d'une faute « quelconque ». Ainsi, l'action en réparation du dommage n'est plus seulement ouverte en tant que partie civile dans une instance pénale, mais directement auprès d'une juridiction civile. C'est pourquoi on parle, pour désigner ces fautes civiles non contractuelles, de quasi-délit.